# Caresses
Pour l’article ayant un titre homophone, voir caresse.
Pour plus de détails, voir Fiche technique et Distribution.
Caresses est un film en catalan du réalisateur espagnol catalan Ventura Pons.

## Synopsis
À Barcelone se déroulent onze histoires aux personnages entrecroisés. Le film décrit les relations familières ou amoureuses de personnages qui affrontent des sentiments intenses qui ne peuvent pas se matérialiser en caresses.
Il s'agit d'une adaptation de la pièce de théâtre du même nom écrite par Sergi Belbel en 1991. 

## Fiche technique
- Titre original : Caricies
- Réalisation : Ventura Pons
- Scénario : Sergi Belbel et Ventura Pons
- Musique : Carles Cases
- Direction artistique : Gloria Martí
- Décors : Gloria Martí-Palanqués
- Costumes : Martha Flores
- Photographie : Jesús Escosa
- Son :Boris Zapata
- Montage : Pere Abadal et Xavier Basté
- Production : Ventura Pons
- Société de production : Els Films de la Rambla
- Société de distribution : Ciné Classic (France)
- Pays d'origine :  Espagne
- Format : Couleurs - Dolby Digital
- Durée : 94 minutes
- Date de sortie : 
  - Espagne : 13 février 1998
  - France : 25 août 1999

## Distribution
- David Selvas : Home jove
- Laura Conejero : Dona jove
- Julieta Serrano : Dona gran
- Montserrat Salvador : Dona vella
- Agustín González : Home vell
- Naím Thomas : Nen
- Sergi López : Home
- Mercè Pons : Noia
- Jordi Dauder : Home gran
- Roger Coma : Noi
- Rosa Maria Sardà : Dona